# بث فريد
| أنماط التوجيه  |
| بث فريد الوجهة |
| بثّ عام         |
| بث مجموعاتي    |
| بث نحو الأقرب  |
| بث جغرافي      |
| -------------- |
| ع ن ت          |

البث فريد الوجهة أو البث الفريد أو البث المنفرد أو البث الأحادي (بالإنجليزية: Unicast)‏ هوَ مُصطلح مستخدم في شبكات الحاسوب وهو يُشير إلى انتقال واحد لواحد من نقطة مُعينة في الشبكة إلى نقطة أُخرى، وبالتالي هُناك مرسل واحد ومستقبل واحد، وكل مُنهما مُحدد بواسطة عنوان الشبكة.